# Kasteel Hernieuwenburg

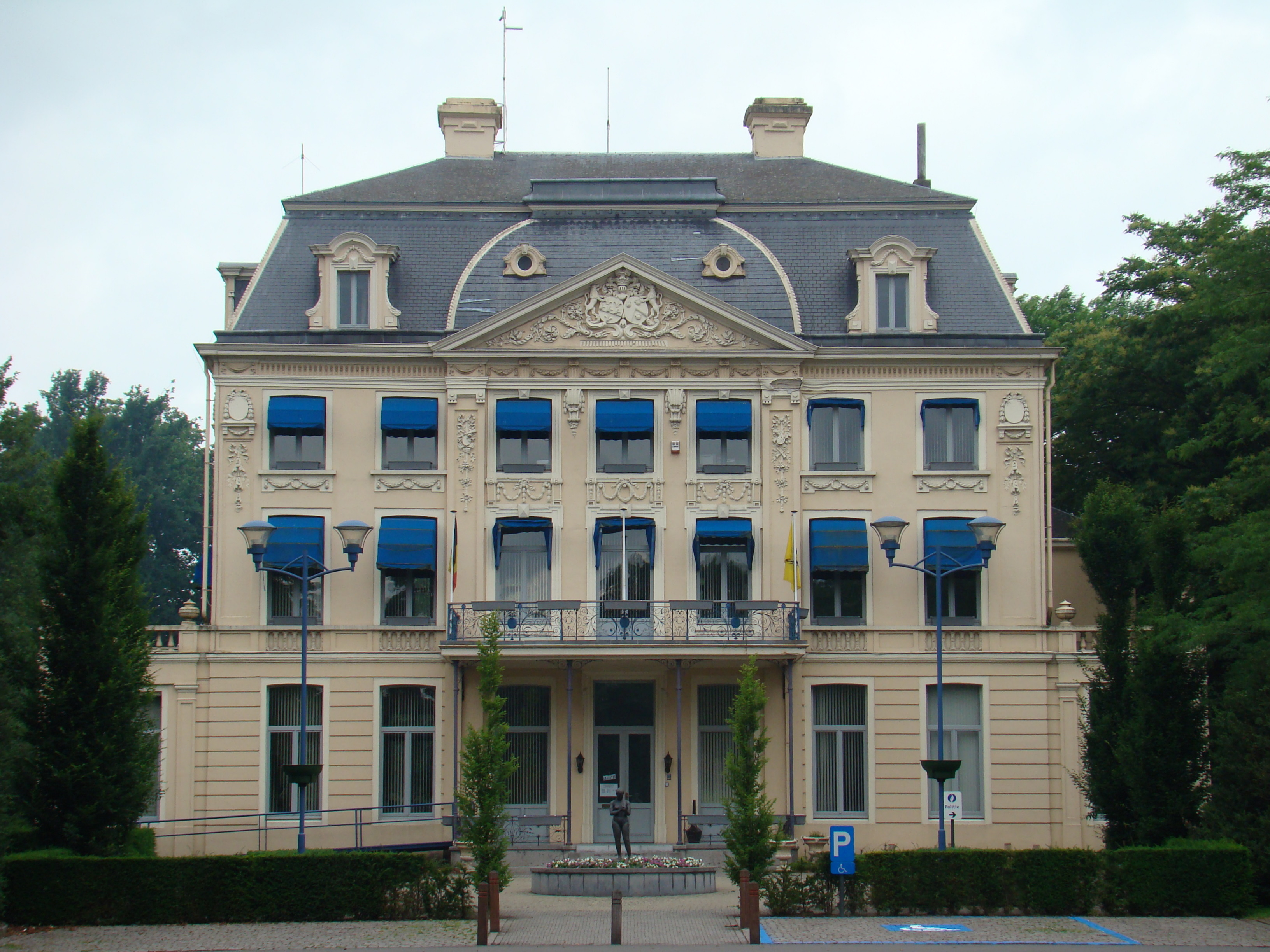
Kasteel Hernieuwenburg

Het Kasteel Hernieuwenburg is een kasteel in de West-Vlaamse plaats Wielsbeke, gelegen aan Rijksweg 314.

## Geschiedenis
Het kasteel heette vroeger Ter Broucke en was de zetel van de gelijknamige heerlijkheid. In 1359 werd Wouter van Harelbeke als heer van Ter Broucke genoemd. Begin 15e eeuw kwam het aan de familie Uuten Zwane. In 1485 werd de heerlijkheid gekocht door Joris van Crombrugghe. Eeuwenlang bleef de heerlijkheid in handen van dit geslacht, maar in 1720 kwam het goed door huwelijk in bezit van de familie van der Bruggen. Het kasteel zou door brand zijn verwoest en daarna herbouwd. Dit zou omstreeks 1780 zijn geschied. Er ontstond een vierhoekig omgracht kasteel, gelegen op een oude motte en toegankelijk via een stenen brug. Links van het kasteel lag een neerhof en rechts vond men paardenstallen, koetshuizen en oranjerie.
De literatuur vermeldt dat omstreeks 1870 een nieuw kasteel zou zijn gebouwd, maar de aanwezigheid in het fronton van het alliantieschild van der Bruggen-van de Woestyne (1766-1801), en afwezigheid van kadastergegevens wijst er op dat het in 1870 enkel om een herbouw moet zijn gegaan.
Einde 19e eeuw werd het kasteel eigendom van staatsman Maurice van der Bruggen. In 1885 ging hij ook in dit kasteel wonen. Hij gaf onder meer opdracht tot de bouw van verwarmde kassen. Het echtpaar van der Bruggen stierf kinderloos. In 1935 werd het kasteel verhuurd aan de Katholieke Studentenactie en dat bleef zo tot 1965. Tijdens de Tweede Wereldoorlog werden een aantal bijgebouwen door de Duitsers vernield.
In 1964 werd het kasteeldomein aangekocht door de gemeente Wielsbeke en vanaf 1970 fungeerde het als gemeentehuis.

## Gebouw
Het betreft een neoclassicistisch kasteel op rechthoekige plattegrond, binnen een U-vormige gracht. Het symmetrische gebouw heeft een bordes en in de gevel een fronton dat het alliantieschild van van der Bruggen-van de Woestijne bevat. De gevel is rijkelijk versierd met guirlandes en dergelijke.
In het kasteel is nog een salon in neo-Lodewijk XIV-stijl die uitkijkt op de tuin. Ook verder zijn er fraaie salons en trappen, en delen van de kelders hebben waarschijnlijk aan het oudere kasteel behoord.
De tuin achter het kasteel herbergt hedendaagse beeldhouwkunst en ook voor de kasteelingang staat een beeldje, van een naakte vrouw.